# 馬得臣
马得臣（？—989年）辽国官员。辽南京人，好学博古，善做文章写诗。

## 经历
保宁年间，官至政事舍人、翰林学士，常议朝政，为人正直。乾亨初年，宋朝军队屡犯边境，马得臣被任命为辽南京副留守，复拜翰林学士承旨。辽圣宗即位，萧绰皇太后称制，马得臣兼侍读学士。圣宗读唐高祖、唐太宗、唐玄宗三《纪》，马得臣就把其中的经验现实可行的呈上。跟随辽圣宗亲征北宋时，进言投降的人不可杀，逃跑的人不可追，二三其德者别议。皇帝听从了他。不久兼任谏议大夫，宣徽院知事。
当时辽圣宗沉迷蹴鞠，马得臣上书进谏说：臣看房玄龄、杜如晦是隋朝书生，如果不遇唐太宗，能成为一代名相吗？臣虽不才，陛下在东宫为太子时，我有幸列侍从，现在又为侍读，未有裨补圣明。陛下曾经让臣研读贞观、开元之事，臣大致呈上。臣听说唐太宗侍太上皇唐高祖宴后，则挽着车辇至内殿；唐玄宗与兄弟欢饮，尽家人礼。陛下继承祖宗的福祚，躬侍太后，可称的上至孝。臣更望定省之余，睦六亲，加爱敬，则陛下亲亲之通，比唐太宗唐玄宗二帝更好。臣又闻二帝喜好经史，多次引公卿讲学，直到日落。所以当时天下形成风气，以文治兴隆。现在陛下游心典籍，分解章句，臣愿意研究经典，深造而实行，达到二帝之治不难。臣又听说唐太宗猎捕野猪，唐俭进谏；唐玄宗臂上驾鹰，韩休进言；二帝没有不乐于从之的。现在陛下沉迷球马，愚臣思之，有三点不宜，故不怕斧钺说说。窃以为君臣同戏，不免分争，君得臣愧，彼负此喜，一不宜。跃马挥杖，纵械驰惊，不顾上十之分，争先取胜，失人臣礼，二不宜。轻万乘之尊，图一时之乐，万一有衔勒之失，其如社稷、太后何？三不宜。如果陛下不以臣言为错误，少赐省览，天下之福，群臣之愿也。辽圣宗看了后长时间嘉奖他。不久，统和七年（989年）六月甲戌，宣政殿学士马得臣逝世，受诏赠太子少保，诏令有关当局负责丧葬。

## 评价
辽史称他引盛唐之治以谏其君，他和张俭、邢抱朴、萧朴一样，以明经致位，忠荩，是辽圣宗的人才典范。

## 資料
- 《辽史》卷80 列传第10
- 辽史校勘记